# Biométrie oculaire
La biométrie oculaire est un examen préopératoire permettant aux chirurgiens ophtalmologistes de calculer la puissance de l’implant intraoculaire. Ce dernier remplacera le cristallin afin de récupérer en acuité visuelle en emmétropisant le patient ayant une cataracte ou celui ne souhaitant plus être dépendant d’une correction optique. Cet examen va donc apporter des éléments cruciaux au chirurgien grâce à la mesure de la longueur axiale (longueur du globe oculaire), de la kératométrie (mensurations cornéennes), de la profondeur de la chambre antérieure, du diamètre du blanc à blanc, de la détermination de l’axe visuel au regard de l’axe pupillaire, , etc. Ces mesures vont permettre d’obtenir une modélisation mathématique du système optique du patient et d’obtenir le meilleur équilibre binoculaire en post-opératoire.

## Historique
Le chirurgien ophtalmologiste est toujours en quête de précision afin d’obtenir le meilleur résultat réfractif possible. Cette précision ne passe pas seulement par l’acte chirurgical mais aussi par la précision des mesures, par le choix de la bonne constante optique (A) et par le choix adapté de la formule de calcul. C’est pourquoi au cours des années, plusieurs instruments de biométries optiques reposant sur des technologies ayant différentes caractéristiques ont vu le jour.

### Echographie en mode A de contact
L’échographie en mode A de contact, aussi appelé biométrie par ultra-sons a été le premier moyen pour obtenir la puissance de l’implant intraoculaire.
Cette technique consiste à placer une sonde sur l’apex cornéen afin de s’aligner manuellement avec la macula. Le faisceau traverse les différentes structures de l’œil tel que la cornée, le cristallin, le vitré, la rétine. À chaque milieu rencontré, la vitesse de propagation du faisceau diffère. Cette différence est ainsi marquée par un pic plus ou moins haut en fonction du milieu traversé. Les pics visibles sur écran correspondent ainsi à la face antérieure de la cornée, les faces antérieure et postérieure du cristallin, la structure vitréorétinienne et à la sclère. Et la « longueur axiale mesurée par échographie doit correspondre à la distance entre l’interface cornéenne antérieure et l’interface rétinovitréenne sur l’axe visuel ».
L’avantage de cette technique est lié surtout à la bonne pénétration du faisceau ainsi qu’à la répétabilité de prise de mesure afin d’avoir des résultats fiables. Cependant, le contact de la sonde sur la cornée peu parfois provoquer une légère pression cornéenne réduisant la longueur axiale de l’œil du patient. De plus, aucune indication montrant à l’examinateur qu’il est bien centré sur la cornée vis-à-vis de la macula. L’examen est donc peu reproductible car très examinateur-dépendant, et demande une bonne coopération patient ainsi qu’une bonne dextérité de l’opérateur.

### Echographie en mode A par immersion
Les limites rencontrées par l’échographie en mode A par contact a permis l’apparition d’un nouvel échographe, appelé par immersion. Cette dernière permet de relever les mesures par le même principe mais en ne réalisant plus de contact direct entre la sonde et la cornée. L’examinateur utilise un petit cylindre rempli de sérum physiologique ou de larmes artificielles en gel qu’il vient poser sur la conjonctive. Ainsi le stylet à ultra-sons se trouvant à distance de la cornée, ce dernier n’exerce ainsi aucune pression cornéenne. Les résultats sont donc plus fiables et la longueur d’onde n’est pas modifiée, la mesure est beaucoup plus reproductible à condition d’être bien alignée à l’axe visuel (lié à la dextérité de l'opérateur).

### Echographie en mode B
L’échographie s'est démocratisé depuis 4/5 ans .
Durant cet examen, le patient est souvent en position allongé fixant droit devant lui. L’examinateur se sert d’une sonde remplie de gel qu’il positionne sur l’œil du patient sans y être en contact.
Cette progression technique s’appuie sur la réflexion des différents milieux traversé par le faisceau. Et ce dernier permet d’avoir une « coupe axiale horizontale passant par le sommet de la cornée, la pupille, la face antérieure du cristallin, la face postérieure du cristallin et le pôle postérieur repéré par la papille ».
C’est grâce à l’hyper-réflectivité point par point qui donne une image finale que l’ophtalmologiste arrive à détecter des anomalies rétiniennes et avoir les différentes mesures préopératoires.
Cette technique peut non seulement être utile pour le calcul de la puissance de l’implant intraoculaire mais aussi à l’analyse de la rétine lorsque celle-ci n’est pas accessible directement par lampe à fente, notamment chez les patients ayant une cataracte blanche, chez qui il va être difficile d’examiner d’une autre manière, chez les patients ayant une hémorragie intravitréenne (HIA), une cornée opaque ou différentes pathologies oculaires...
Le seul inconvénient de l’échographie en mode B réside dans le fait de ne pas pouvoir distinguer la dépression fovéolaire.

### Biométrie par interférométrie
À ce jour, la biométrie par interférométrie reste la technique la plus récente. L’interférométrie est utilisée en Tomographie par Cohérence Optique (OCT). C’est une technique basée sur le déphasage du signal à l’aide d’un miroir pour créer une interférence entre deux signaux. Lors de l’acquisition sur un appareil utilisant l’interférométrie, un signal infrarouge proche de 800 nm est envoyé et est réfléchit lorsqu’il traverse un dioptre oculaire. Cette réflexion est traduite sous forme de pic plus ou moins haut en fonction du milieu traversé par le faisceau. Et « la mesure de la longueur axiale est réalisée entre la face antérieure de la cornée et l’interface entre photorécepteurs et épithélium pigmentaire, correspondant à une longueur axiale plus longue que celle mesurée par échographie ».
Cette technologie a été intégrée pour la première fois dans un biomètre optique non-contact, le IOLMaster de Carl ZEISS en 1999. Appareil qui a révolutionné la biométrie oculaire avec un système de mesure non-contact bien supérieur en précision et plus reproductible que les systèmes traditionnels à ultrasons.
Puis quelques années plus tard, d’autres fabricants ont à leur tour commercialisé des biomètres optiques non-contact tels que le  Lenstar LS 900 de chez Haag Streit, l’ AL-SCAN de NIDEK, TOPCON avec l’Aladdin.
H Eleftheriadis al. ont réalisé une étude afin de comparer les résultats réfractifs de la chirurgie de la cataracte par la biométrie par interférométrie (IOLMaster) et celle par aplanation (CompuScan AB, Storz). L’étude montre que la longueur axiale (LA) obtenue par le IOLMaster est plus longue (23,36 mm) que celle par aplanation (22,89 mm). Et l’erreur de prédiction absolue est plus grande lors d’une échographie par aplanation que par la biométrie IOLMaster, soit, respectivement, 0,41 D contre 0,25 D.
Le IOLMaster utilisant le principe d’interférométrie améliorerait donc les résultats de réfractions et serait plus précise que la biométrie par ultrasons par aplanation.

### Biométrie avec coupe OCT
La tomographie par cohérence optique à source balayée (Swept Source Biometry) a été introduite initialement par le IOLMaster 700.
La longueur d’onde de 1050 à 1060 nanomètre offre une meilleure pénétration optique, bien supérieure à celles ayant des longueurs d’onde inférieures tels que le IOLMaster 500, le Lenstar LS900. En effet, aujourd’hui, seuls trois biomètres optiques utilisent l’OCT Swept Source : le IOLMaster 700 pionnière de cette nouvelle technologie, suivi par l’Argos et l’OA-2000 .
Cette nouvelle technologie permet la visualisation de la fovéa alertant ainsi l’utilisateur de la bonne ou mauvaise fixation du patient lors de la prise de mesure. Aussi, la kératométrie télécentrique qui permet de récupérer les mesures de puissances cornéennes est similaire à celle du IOLMaster 500.
Certaines études ont été réalisées afin de comparer l’Argos au IOLMaster 500, ainsi que l’Argos, l’OA-2000 et le IOLMaster 700 au IOLMaster 500,. Ces études montrent bien que l’OCT Swept Source permet d’obtenir une précision bien plus élevée pour la mesure de la longueur axiale et par conséquent d’avoir moins de résultats réfractifs inattendus.

## Les différentes mesures préopératoire

### La longueur axiale
La longueur axiale correspond à la distance entre la face antérieure de la cornée et la fovéa au niveau de l’épithélium pigmentaire de la rétine.
Celle-ci diffère selon qu'un patient est myope, emmétrope ou hypermétrope. Chez les personnes emmétropes (sans défauts optiques), la longueur axiale est en moyenne égale à 23 mm et les rayons lumineux focalisent directement sur la fovéa.
Une légère augmentation de la longueur axiale, soit de 1 mm, peut provoquer une myopie de -2,75D. L’élongation de la longueur axiale met donc en avant un œil trop long entrainant une mauvaise focalisation des rayons lumineux trop en avant et se définissant par une vision trouble de loin.
À l’inverse, les hypermétropes ont une longueur axiale inférieur à 23 mm et les rayons lumineux focalisent en arrière de la rétine. Les patients ayant une hypermétropie axile ont donc un œil trop court et une vision trouble de près. Ces patients ont souvent tendance à accommoder en permanence afin de refocaliser l’image sur la rétine.
La mesure de la longueur axiale est un élément essentiel pour le calcul de la puissance de l’implant intra-cornéen. Comme évoqué précédemment, elle peut être mesurée de différentes manière. En général, les patients amétropes se faisant opérer de la cataracte souhaitent ne plus porter de correction optique après intervention et veulent avoir une bonne vision de loin ou garder une légère myopie afin de pouvoir garder une bonne vision de près. C’est pourquoi le calcul de la puissance de la lentille intraoculaire (LIO) doit prendre en compte la longueur axiale afin d’atteindre cet objectif.
Nous retrouvons le principe d’interférométrie sur différents appareils tels que : le IOLMaster 500, Lenstar LS900, AL-SCAN et Aladdin.
D’autre part, afin d’obtenir une meilleure précision de la longueur axiale, le IOLMaster 700 intègre la technique de l’OCT Swept Source afin de vérifier, grâce à l’imagerie, l’alignement de la macula).

### La kératométrie
La kératométrie est l’une des mesures importantes avec la longueur axiale pour le calcul de la puissance de l’implant intraoculaire.
Cette dernière permet de mesurer, de manière objective, le pouvoir réfractif cornéen grâce aux rayons de courbure de la face antérieure de la cornée dans les deux méridiens principaux. La différence entre K1 (axe le plus cambré) et K2 (axe le plus plat) permet de déterminer l’astigmatisme cornéen.
La kératométrie peut être mesurée à l’aide de plusieurs types d’appareils tels que le kératomètre (manuel ou automatique), les topographes (dérivée du disque de Placido) ainsi que par la plupart des biomètres optiques.
La kératométrie de Javal (1880) a été le premier appareil à mesurer les rayons de courbure de la cornée. Ce kératomètre manuel permettait d’obtenir le méridien principal sur un diamètre de 3 millimètres. La projection sur la zone centrale de la cornée et l’affrontement des images centrales par la rotation de 90° permettait de récupérer la mesure des rayons dans les méridiens principaux.
Le kératomètre manuel à progressivement disparu avec l’arrivé du kératomètre automatique. Ce dernier a été intégré progressivement à l’auto-réfractomètre et permet de mesurer de manière rapide et facile grâce aux 3 prises de mesures. Tout comme le kératomètre de Javal, il mesure les quatre points de mesures sur un diamètre de 3 millimètres.
Enfin, les kératomètres associés aux systèmes par infrarouges sont ceux les plus utilisés, permettent d’obtenir des mesures précises et fiables et entrent dans les formules de calcul pour le choix de l’implant intraoculaire. Nous retrouvons ces méthodes dans les appareils, énumérés plus hauts, utilisant le principe d’interférométrie.
Dans le cas du IOLMaster 700 (ZEISS Meditec), utilisant le principe d’interférométrie à cohérence partielle, la précision est marquée grâce aux 18 points de mesures pris en compte sur trois zones distinctes : 2,0/2,5/3,0 millimètres.
Le Lenstar (Haag-Streit), utilisant le principe de réflectométrie optique à faible cohérence, doit sa précision aux 16 points de mesures pris en compte avec deux cercles concentriques de 1,7/2,1 millimètres.
Les zones distinctes permettent de vérifier la régularité de l’astigmatisme, seul l’astigmatisme sur 2,5 mm est intégré dans les formules de calcul.
Pour la première fois le IOLMaster 700 a proposé, grâce au couplage de l’OCT Swept source à la kératométrie, la Total Keratometry. Celle-ci est l’expression de la kératométrie totale de la cornée (face antérieure associée à la face postérieure), permettant d’intégrée dans le résultat mesuré l’influence de la kératométrie de la face postérieure. Cette nouvelle mesure est directement implémentable dans les formules de calcul traditionnel (SRKT, Haigis, Holladay, Hoffer Q, Barrett) et même dans certains calculateurs en ligne pour les implants toriques, comme le Z-Calc.

### La topographie cornéenne
La topographie cornéenne est un dispositif important pour visualiser les différentes caractéristiques de la cornée telles que la toricité cornéenne, la symétrie cornéenne, l’asphéricité cornéenne, les rayons de courbure. « Elle constitue un avantage décisif pour faciliter la sélection d'une LIO car elle permet une visualisation préalable des asymétries de la cornée par le clinicien dans le cadre d’une consultation préopératoire de la chirurgie de la cataracte. ».
Les topographes cornéens spéculaires, premiers sur le marché, et aussi appelé carte de rayons de courbure, sont basés sur la projection de mires / disques de Placido sur le film lacrymal. Le système récupère ensuite la réflexion des mires de Placido et analyse la distorsion des mires afin d’obtenir une carte topographique de la face antérieure.
Les progrès des dispositifs médicaux a permis d’obtenir des topographies cornéennes sur le principe d’élévation (carte des coordonnées spatiales des points des surfaces). Une fente lumineuse vient balayer la cornée.
Ce dernier permet non seulement d’obtenir une carte topographique de la face antérieure mais aussi de la face postérieure de la cornée en fournissant des informations telle que la pachymétrie cornéenne. Une fente lumineuse par balayage de la cornée (Orbscan) ou une caméra rotative de type Scheimpflug permet l’analyse complète de la cornée grâce à l’analyse de point sur un repère trigonométrique.
Ce dispositif permet non seulement de savoir si le patient contracte une pathologie oculaire non diagnostiquée mais apporte aussi des informations essentielles avant une opération de la cataracte ou réfractive.
- Face Anterior / Posterior : courbe de niveaux avec différents reliefs en millimètres.
- Keratometric : carte kératométrique ; puissance cornéenne de la face antérieure en dioptries.
- Thickness : carte de la pachymétrie ; épaisseur de la cornée en µm.

Grâce à l’échelle de couleur, le chirurgien arrive identifier très facilement et rapidement si certaines puissances cornéennes sont anormales.
- Couleur chaude : fort pouvoir réfractif, plus antérieur, forte puissance kératométrique.
- Couleur froide : faible pouvoir réfractif, plus postérieur, faible puissance kératométrique.

### La profondeur de la chambre antérieure
La chambre antérieure mesure en moyenne 3,11 millimètres et correspond à la distance entre la première couche de la cornée, l’épithélium, et la capsule antérieure du cristallin. Cependant, la profondeur de la chambre antérieure varie en fonction de l’amétropie. Chez les patients ayant une myopie, la chambre antérieure est souvent plus grande que celle d’un patient hypermétrope en raison de la longueur axiale. Aussi, elle diminue avec l’âge en raison de l’opacification du cristallin. Mais la diminution de la chambre antérieure peut causer certaines pathologies tel que le glaucome à angle fermé dû au contact entre l’iris et le cristallin bloquant le passage de l’humeur aqueuse. Un des traitements face à cette pathologie est la phako-exérèse.
La mesure de la profondeur de la chambre antérieure est donc un élément essentiel à connaître avant l’intervention de la cataracte. Mais cette caractéristique doit aussi être mesurée après l’intervention afin de connaître la position effective de l’implant (ELP) dans l’œil qui diffère avant et après intervention.

### La mesure blanc à blanc
La mesure blanc à blanc (white to white (WTW) en anglais), correspond à la distance horizontale entre les bords du limbe cornéen. La mesure blanc à blanc peut être obtenu soit par des dispositifs médicaux manuels soit automatisés grâce au biomètre optique, à la tomographie par cohérence optique, à l’IRM, etc. Ces nouveaux outils permettent de déterminer la déviation de l’axe visuel par rapport à l’axe pupillaire grâce à un système de coordonnées de références à deux dimensions définis par l’axe des abscisses (X) et des ordonnées (Y).
La mesure de cette caractéristique pourrait être corrélé au diamètre de la lentille d’après l’étude d’EY Dong et al. Mais elle permettra surtout au chirurgien d’évaluer la structure oculaire mesurée.
D’autre part, la mesure blanc à blanc apporte une autre information essentielle dans le dépistage de pathologie oculaire. Comme indiqué dans l’étude réalisé par Hamid Gharee et al. sur les valeurs normatives du diamètre cornéen blanc à blanc, un diamètre cornéen inférieur à 10,93 millimètres serait considéré comme une micro cornée et supérieur à 12,34 millimètres comme une mégalo cornée.
- Valeur Y positive : axe visuel au-dessus du centre de la pupille.
- Valeur Y négative : axe visuel en-dessous du centre de la pupille.
- Valeur X positive : axe visuel à droite du centre de la pupille.
- Valeur X négative : axe visuel à gauche du centre de la pupille.

## Les différentes formules

### Formule de régression
Les formules de régression reposent sur une étude statistique à partir de données prenant en compte la kératométrie, la longueur axiale, la puissance de l’implant et la réfraction finale.
La formule de régression a été baptisée SRK et a été modifié et remplacée, par les mêmes auteurs, par SRK II. Cependant cette formule de régression s’est avérée moins précise pour les yeux hors norme et la démocratisation informatique a induit l’abandon des formules de régression, laissant place aux formule théorique.
| Générations                          | Exemples                              |
| 1re génération Formule de régression | SRK, Fyodorov, Binkhorst… Années 1970 |

### Formule théorique
Les formules théoriques prennent en compte six variables telles que : la puissance optique cornéenne totale, la longueur axiale, la puissance optique, la position effective de l’implant, la réfraction finale et la distance du verre correcteur.
Les formules théoriques regroupent trois générations.
| Générations                                                             | Exemples                                                 |
| 2e génération Prédiction de l’ACD                                       | SRK II Années 1980                                       |
| 3e génération Facteur chirurgien, constante A, etc.                     | SRK/T, Holladay, HofferQ Fin des années 1980, début 1990 |
| 4e génération Prise en compte de la profondeur de la chambre antérieure | Holladay 2, Haigis Années 1990                           |
| 5e génération Formule de régression                                     | Barrett II, Holladay I et II avec NLR, Z-Calc            |

### Constante A
La constante A a été réalisée en 1980 et était liée à la formule de régression. La constante A est une constante géométrique qui va être relative à la position d’un implant spécifique dans un œil en prenant en compte la kératométrie, la longueur axiale..
Elle permet de déterminer l’implant grâce à la réunion de plusieurs paramètres en une valeur. Cette valeur est personnalisable en fonction des préférences du chirurgien. Cependant la constante A reste proche de 118 pour les implants de chambre postérieure.
En effet, « la constante A permet de limiter au mieux l’effet des variations de la position effective de l’implant ».
La formule de régression ayant connu des limites, les formules théoriques ont vu le jour. Cependant, la constante A est toujours présente dans la formule théorique, SRK T.

## Les différentes méthodes

### SRK, SRK II et SRK T
Face à la complexité de la formule théorique, Sanders, Retzlaff et Kraff ont proposé la première formule de régression SRK en 1980. Cette formule de première génération repose sur l’analyse statistique des données de patients opérés. La formule s’écrit :
P = A − 2.5L − 0.9K
P = puissance de l’implant ; A = constante A ; L = longueur axiale ; K = kératométrie
Malgré une formule simple incluant deux variables, la formule s’est avérée non conforme aux globes oculaires présentant des caractéristiques peu communes. C’est pourquoi face aux sources d’erreurs chez les forts amétropes, les deux auteurs ont mis à jour la formule SRK et ont proposé la formule SRK II.
En effet, DR Sanders et al. ont montré que chez les yeux courts (< 22 mm), 74% ont été corrigés à moins d’une dioptrie et moins de 2% avaient trois dioptries d’erreur ou plus ; et chez les yeux longs (>24,5 mm), 78% présentaient moins d’une dioptrie d’erreur et moins de 1% avaient trois dioptries d’erreur ou plus.
C’est en 1990, que la formule théorique SRK T a été développée par les mêmes auteurs afin de s’aligner aux équipements informatiques. La formule conserve la constante A convertie en position effective pour l’implant afin d’améliorer la prédiction de la position effective de l’implant.
La formule s’écrit :
ELP = Flèche cornéenne + 0.62467 x A – 68.747 – 3.336
La flèche cornéenne correspond au « paramètre qui permet de relier la courbure cornéenne à la distance cornée/iris ».
Comme montré sur le schéma, la flèche cornéenne diffère en fonction du bombement cornéen. Plus la cornéen est bombé plus la profondeur de la chambre antérieure est grande tandis que plus la cornée est plate et plus la profondeur cornéenne diminue.

### Holladay / Holladay II
C’est en 1988 que Holladay propose une formule théorique de troisième génération prenant en compte la longueur axiale et la kératométrie afin d’obtenir une prédiction de la position finale de l’implant intra-oculaire. Afin d’améliorer les résultats sur les globes oculaires courts, Holladay a été modifiée laissant place à Holladay 2 en 1996. Cette dernière prend en compte différentes caractéristiques tels que le diamètre blanc à blanc, la kératométrie, la profondeur de la chambre antérieure, la longueur axiale par interférométrie, l’âge et le sexe du patient.

### Hoffer Q
La formule Hoffer Q a vu le jour en 1992. Cette dernière prend en compte le système du cristallin qui est caractérisé par trois axes de longueurs égales et faisant entre eux des angles droits. Cela permet de prédire la profondeur de la chambre antérieure pour les formules théoriques de puissances des lentilles intraoculaires. Elle repose donc sur une profondeur de chambre antérieure (ACD) personnalisée, une longueur axiale et une courbure cornéenne.  La formule Hoffer Q est plus adapté chez les patients ayant des longueurs axiales inférieur à 22 millimètres et hypermétropes.
D’après l’étude réalisée par KJ Hoffer, cette formule s’est avérée plus précise que celles utilisant une ACD constante et égale à celles utilisant l’ACD mesurée en postopératoire.

### Haigis
C’est en 1999 que Haigis propose sa formule grâce à l’utilisation de 3 constantes A0, A1, A2 propre à chaque implant. Ces différentes constantes adaptées à la formule peuvent être retrouvées sur ULIB.
La formule Haigis prend en compte les caractéristiques suivantes : la chambre antérieure préopératoire (ACD), la longueur axiale (LA) et le type d’implant utilisé afin de prédire la position effective de l’implant (ELP).
ELP = A0 + A1 * ACD + A2 * LA
Cette formule est disponible uniquement sur le IOLMaster (Zeiss) et AL-Scan (Nidek).
D’autre part, la version Haigis-L a été développée pour être utilisé sur les patients ayant déjà été opéré pour corriger l’amétropie. Cette formule repose sur l’ajustement de la kératométrie mesurée uniquement par le IOLMaster afin d’éviter des erreurs de puissance cornéenne.

### Barrett II
La modélisation mathématique intégrant un nomogramme permet de mettre en avant la face postérieure de la cornée lors du calcul de l’implant intraoculaire.
Graham Barrett a développé trois formules afin de calculer la puissance des implants intraoculaires : Barrett TK Universal II, Barrett True K avec TK pour les patients ayant déjà été opéré pour corriger leur amétropies et Barrett Toric pour les implants toriques. En effet, ces trois nouvelles formules intégrant la Total Keratometry permet d’identifier et mesurer directement la surface cornéenne postérieure grâce à l’OCT SWEPT Source.
D’après l’étude d’Adi Abulafia et al. portant sur la précision de la formule de Barrett True-K sur la prédiction de la puissance de la lentille intraoculaire après LASIK ou PKR chez les myopes, « la formule de Barrett True-K était égale ou meilleure que les méthodes alternatives disponibles sur le calculateur en ligne de l’American Society of Cataract and Refractive Surgery ».

## L'optimisation des constantes
L’optimisation des constantes A peut être possible par chaque chirurgien selon l’implant qu’il choisit soit de manière personnalisé grâce à des outils de calcul en ligne ou intégré dans les biomètres optiques, soit sur le site ULIB (User Group for Laser Interference Biometry).
Le site ULIB a été créé en 1999 par le Professeur Haigis pour les chirurgiens de la cataracte du monde entier, afin de partager les optimisations de constantes des implants commercialisés par la mutualisation des données opératoires (pré et post-opératoire).
Le site n’est plus mis à jour et maintenu depuis la disparition du Professeur Haigis en octobre 2019.
Depuis peu, le site IOLcon a été créé par le Steinbeis Vision Research pour mettre à disposition des chirurgiens, les constantes optimisés pour les implants intraoculaires de la même façon que le faisait le site ULIB.

## L'apport des nouvelles technologies

### Ray tracing
La traduction très littéraire du ray-tracing correspond à : « lancer de rayons ». Cette traduction littéraire et très imagé, montre bien le principe de l’innovation qui repose sur la simulation du trajet de rayons lumineux passant par l’axe visuel et les différents points de la zone pupillaire.
Le ray-tracing prend en compte les aberrations optiques liées aux différents dioptres.
Les formules de calcul traditionnelles des lentilles intraoculaire partent du principe que les patients sont « standards » mais les courbures cornéennes inhabituelles peuvent parfois entraîner des écarts. Dans le ray-tracing, une nouvelle constante est présente : la constance C. Cette dernière prend en compte l’ACD préopératoire, l’épaisseur du cristallin et la lentille intraoculaire ainsi que la courbure des surfaces cornéenne antérieure et postérieure et l’épaisseur cornéenne. Comme évoqué plus haut, afin de réduire les aberrations optiques, les facteurs tels que le diamètre de la pupille, l’irrégularité cornéenne et l’épaisseur de la lentille intraoculaire sont pris en compte.
La méthode du traçage avec la constante C prend en compte différentes caractéristiques beaucoup plus complète pour calculer l’implant et offre une précision de la mesure ainsi qu’une meilleure prédiction de la position effective de l’implant malgré des résultats limités.
Modèle du ray-tracing : analyse séparée des faisceaux lumineux sur toute la zone d’ouverture de la pupille.
« Les rayons rouges sont focalisés sur la rétine comme les rayons para-axiaux mais les rayons verts plus périphériques sont focalisés en avant de la rétine ».

### L'intelligence artificielle
L’intelligence artificielle révolutionnent les prises de décision dans le domaine de l’ophtalmologie et en particulier dans le calcul des implants intraoculaire.
Les quatre formules recommandées aujourd’hui sont SRK T, Haigis, Hoffer Q et Barrett. Chacune de ses formules sont utilisées en fonction des caractéristiques du patient. Les formules développées à partir de l’intelligence artificielle permettraient d’éviter de choisir entre ces formules qui sont souvent modifiées par des algorithmes statistiques.
Afin d’obtenir de meilleur résultats réfractifs, trois éléments entrent en jeu : des formules améliorées, une biométrie améliorée et de nouvelles technologie telle que l’aberrométrie en préopératoire basée sur l’intelligence artificielle.
Aujourd’hui, la plupart des formules sont basées sur l’optique gaussienne. Le nombre de variables diffèrent selon la formule. En effet, les formule Hoffer Q, Holladay 1 et SRK T contiennent deux variables ; la formules Barrett Universal II contient cinq variables ; la formule Holladay quant à elle en contient sept.
D’autre part, les formules ray-tracing telle qu'Olsen se présente sous une version à deux facteurs et sous une version à quatre facteurs, prenant en compte différentes caractéristiques chacune.
De nombreuses formules se basent sur l’intelligence artificielle (IA). Par exemple, la formule Hill-radiar (RBF) est une formule purement basée sur l’intelligence artificielle qui prend en compte un réseau neuronal et utilise les variables suivantes : longueur axiale, kératométrie et l’ACD. Cependant, la mise à jour de la formule Hill-RBF est moins efficace sur les yeux courts que la version initiale.
Il existe aussi la formule Kane, qui allie l’utilisation de l’optique théorique, des composantes de régression et d’IA ainsi que l’épaisseur de la lentille, l’épaisseur cornéenne centrale et le sexe pour affiner les mesures.
Enfin, l’IA peut être utilisée dans les réfractions pseudophaques pour affiner l’axe torique de la lentille grâce à la mesure de l’astigmatisme résiduel avec des axes différents. « Certaines études montrent que l’IA pourrait améliorer les résultats de l’astigmatisme résiduel avec les LIO toriques par rapport à des calculateurs qui ignorent l’astigmatisme cornée postérieur ». Mais cet avantage n’est pas supérieur au calculateur Barrett puisque ce dernier prend en compte l’astigmatisme cornéen postérieur.
Les données de réfraction pseudophaques basé sur l’IA pourrait donner un second avantage celui de « modifier l’axe de la LIO torique implantée à celui qui était recommandé par les mesures préopératoires ».
L’intelligence artificielle pourrait non seulement apporter un avantage dans la validation de la prédiction de la formule de la LIO grâce à une réfraction aphaque mais aussi pour déterminer quel alignement entraînerait le moins d’astigmatisme résiduel pendant la chirurgie.